# Je suis un monstre
Pour les articles homonymes, voir Je suis un monstre (homonymie).
Pour plus de détails, voir Fiche technique et Distribution.
Je suis un monstre (I, Monster) est un film d'horreur britannique réalisé par Stephen Weeks, sorti en 1971.
Il s'agit d'une adaptation du célèbre roman de Robert Louis Stevenson, L'Étrange Cas du docteur Jekyll et de mister Hyde, publié en 1886.

## Synopsis
Londres au début du XXe siècle.
Le docteur Marlowe, psychanalyste et adepte des théories modernes et controversées de Sigmund Freud, expérimente une drogue qui doit aider à faire apparaître l'inconscient chez ses patients. Dans ses expériences sur les animaux, les résultats sont imprévisibles (un chat auquel il injecte le liquide devient si agressif que Marlowe se voit contraint de l'abattre) ; de même chez les humains, les réactions sont imprévisibles : une patiente extrêmement réservée devient soudainement libérée sexuellement sous l'influence de la drogue, se déshabille et tente de séduire Marlowe, tandis qu'un homme d'affaires très agressif se transforme en enfant craintif. Tous les patients ont en commun le fait qu'ils ne se souviennent pas des changements survenus sur leur personnalité et qu'ils ont rétrospectivement honte de leur comportement sous l'influence de la drogue lorsqu’on le leur décrit.
C'est pourquoi Marlowe ne veut jamais tester la drogue deux fois sur la même personne, même s'il sait qu'il devrait en fait réaliser des expériences en série pour obtenir des éclaircissements sur ses effets. Il consulte à ce sujet son mentor, le docteur Lanyon : celui-ci suppose que les diverses réactions des clients pourraient être dues au fait que l'une des trois instances psychiques (selon Freud), le ça, le moi ou le surmoi, serait désactivée par la drogue, mais il ne sait pas exactement laquelle. Le docteur Lanyon l'avertit qu'une fois le surmoi éliminé, un homme n'aurait « plus de conscience, plus de culpabilité, plus de honte » et céderait à tout désir refoulé : « Il serait [alors] l'homme le plus dangereux du monde ».
Le docteur Marlowe décide en conséquence de mener sur lui-même une série d'expériences successives et, pense-t-il, contrôlées. Il met également au point un antidote qui permettrait au sujet de redevenir lui-même. Au début, Marlowe se transforme en une sorte de clown anarchiste, méchant et souriant (qui s'amuse à effrayer les gens et à bousculer les couples d'amoureux), et la transformation inverse fonctionne sans problème. Mais avec le temps, l'alter ego de Marlowe devient plus agressif et brutal et occupe plus de place dans la vie de Marlowe. Cette « autre personne »commence également à changer physiquement en s’enlaidissant au fur et à mesure des transformations. Pour son majordome et ses amis, Marlowe décrit cet autre lui-même comme étant une de ses connaissances portant le nom de mister Blake. L'ami de Marlowe, Utterson, commence malgré tout à avoir des soupçons : il pense d'abord que ce Blake est un maître-chanteur qui aurait mis Marlowe sous sa coupe. Mais lorsque Blake, dans un accès de colère, commet un premier meurtre — celui d'une prostituée qui lui avait fait des avances puis s’était ouvertement moquée de sa laideur —, les événements s'enveniment.
Dans son testament, Marlowe désigne Blake comme légataire universel ; Utterson tombe sur le document et vient interroger Marlowe. Celui-ci promet que Blake partira et ne reviendra jamais : à l’appui de sa thèse, il montre une lettre d'adieu que Blake aurait rédigée ; Utterson, intrigué, constate alors que Blake et Marlowe ont la même écriture. Pour empêcher le retour de son double, Marlowe essaie de se tenir à l'écart de la drogue ; il y parvient mais sa transformation en mister Blake se fait désormais d'elle-même, dans certaines circonstances. Au cours de l'une de ces phases incontrôlées, il se rend en tant que Blake chez Utterson (qui semble être le seul à connaître son secret) dans le but de le tuer. Un combat s'engage, Utterson parvient à se défendre, la chambre s'enflamme, Blake prend feu lui aussi et tombe dans les escaliers, se brisant la nuque : au moment de mourir, il retrouve la forme du docteur Marlowe sous les yeux d'Utterson.

## Fiche technique
- Titre français : Je suis un monstre[1]
- Titre original : I, Monster[2],[3]
- Réalisation : Stephen Weeks
- Scénario : Milton Subotsky, d’après L'Étrange Cas du docteur Jekyll et de mister Hyde de Robert Louis Stevenson
- Photographie : Moray Grant
- Montage : Peter Tanner
- Musique : Carl Davis
- Sociétés de production : Amicus Productions, British Lion Film Corporation
- Pays de production :  Royaume-Uni
- Genre : film d'horreur
- Durée : 81 minutes
- Date de sortie : 
  - Royaume-Uni : novembre 1971
  - France : 11 décembre 1974

## Distribution
- Christopher Lee : le docteur Charles Marlowe / mister Edward Blake[a]
- Peter Cushing : Frederick Utterson
- Mike Raven : Enfield
- Richard Hurndall : le docteur Lanyon
- George Merritt : Poole
- Kenneth J. Warren : mister Deane
- Susan Jameson : Diane Thomas
- Marjie Lawrence : Annie
- Aimée Delamain : femme à la maison d'hôtes
- Michael Des Barres : le garçon dans la ruelle
- Lesley Judd : la femme dans la ruelle (non créditée)
- Ian McCulloch : l’homme au bar (non crédité)

## Production et analyse
Le réalisateur initialement prévu était Peter Duffell, qui avait réalisé peu de temps auparavant pour Amicus le film d'horreur à sketches à succès La Maison qui tue (également avec Christopher Lee et Peter Cushing dans les deux rôles principaux). Mais Duffell a refusé l’offre, car il craignait d'être catalogué comme réalisateur de films d'horreur. C'est alors que Stephen Weeks, âgé de 22 ans seulement et considéré à l'époque comme une sorte de réalisateur prodige, a pris en charge la mise en scène. Le scénario a été écrit par le fondateur et directeur d'Amicus, Milton Subotsky en personne. Le directeur de la photographie Moray Grant a par ailleurs principalement travaillé pour la Hammer, Je suis un monstre étant sa seule collaboration avec Amicus. Pour le compositeur renommé Carl Davis, qui a contribué à la musique plutôt inhabituelle pour un film d'épouvante, il s'agissait également du premier engagement avec Amicus, mais il était lui-même tellement insatisfait du résultat qu'il ne composa que des décennies plus tard la musique suivante pour un film d'horreur, en l’occurrence pour La Résurrection de Frankenstein (1990) de Roger Corman (pour Amicus, il composa toutefois encore l'année suivante le film à suspense What Became of Jack and Jill? (en)).
Je suis un monstre est considéré comme l'une des adaptations les plus fidèles du roman court de Stevenson, L'Étrange Cas du docteur Jekyll et de mister Hyde, publié en 1886. Par exemple, la scène dans laquelle Enfield raconte à Utterson qu'il a vu Blake pousser une petite fille à terre et lui monter dessus est reprise presque mot pour mot de l'original. Utterson et Lanyon sont ici à nouveau deux personnes différentes et n'ont pas été fusionnés en un seul rôle, comme dans la plupart des autres adaptations cinématographiques. De plus, c'est probablement le seul film dans lequel le testament de Jekyll (alias Marlowe) joue un rôle en faveur de Hyde (alias Blake). Mais surtout, ce film se passe d'un, voire de deux personnages féminins principaux, qui ont normalement été ajoutés dans presque toutes les versions cinématographiques, personnages féminins ayant des passades avec Jekyll / Hyde, afin d'évoquer une sorte de motivation supplémentaire de Jekyll pour ses expériences : dans ce film, tout comme chez Stevenson, Jekyll alias Marlowe est exclusivement intéressé par son travail.
Deux aspects ont été quelque peu modernisés : l'action se déroule au début du XXe siècle (même si les décors et les costumes font toujours référence à l'époque victorienne), et non pas à l'époque où le roman a été écrit, en 1886 — ce qui permet d'ajouter que Blake ne travaille pas ici comme médecin généraliste, mais comme psychanalyste selon les méthodes de Freud, ce que R. L. Stevenson ne pouvait évidemment pas connaître : la théorie du moi, du ça et du surmoi citée dans le film n'était pas non plus connue au moment de l'action, l'ouvrage de Freud Le Moi et le Ça n'étant paru qu'en 1923. En outre, il n'est jamais question ici d'un « sérum », mais toujours de « drugs » (litt. « médicaments » ou « drogues ») ; de plus, Marlowe ne boit pas le liquide, mais se l'injecte dans le bras (ainsi qu'à ses patients) au moyen d'une seringue. La transformation en l'alter ego, mister Blake, ne se fait pas non plus instantanément, mais de manière insidieuse, tant au niveau du comportement que de l'apparence. Alors qu'au début, une sorte d'euphorie semble prédominer et que Blake ne se distingue extérieurement de Marlowe que par une mimique et un physique déchaînés, Blake apparaît ensuite de plus en plus agressif et incontrôlable à chaque nouvelle injection, et de plus en plus dégradé physiquement. Cela évoque clairement l'abus de drogues et les phénomènes de dépendance, ce qui, selon le réalisateur Weeks, était tout à fait intentionnel.
La raison pour laquelle le double nom du personnage principal a été changé de « docteur Henry Jekyll / mister Edward Hyde » en « docteur Charles Marlowe / mister Edward Blake » n'est pas totalement élucidée :
- cela ne peut être dû à des raisons liées au droit d'auteur, comme on le suppose parfois — à l’image de ce qui fut fait pour l’une des premières adaptations cinématographiques due à Friedrich Wilhelm Murnau, Le Crime du docteur Warren (1920) — car la nouvelle de Stevenson était déjà dans le domaine public depuis quelques années (en fait depuis 1964, soit soixante-dix ans après la mort de l'auteur) ; en outre, tous les autres personnages principaux — Utterson, Enfield, Lanyon, Poole — ont conservé les noms du roman original ;
- une autre supposition est qu'au début du tournage, une nouvelle adaptation du roman de Stevenson par la Hammer était déjà annoncée et que l'on voulait peut-être éviter toute confusion — on ne savait pas encore à ce moment-là que le contenu de ce film (Docteur Jekyll et Sister Hyde) prendrait une tout autre direction ; lorsque, à l’occasion d'une interview en 1983, on demanda la raison de ce changement de noms à Milton Subotsky, celui-ci répondit simplement : « J'ai pensé que ce serait amusant de l'essayer »[7].

### Projet de film en 3D
Je suis un monstre devait être un film en 3D. Sur le plan technique, un procédé rarement utilisé et relativement bon marché devait être utilisé, inspiré de l’effet Pulfrich. Pour cet effet, on ne prend pas deux images séparées pour l'œil gauche et l'œil droit, comme c'est habituellement le cas, mais une seule, qui doit cependant rester en mouvement horizontal permanent. Pour simplifier, on peut dire que l'œil humain traite les informations plus lentement dans l'obscurité que dans la lumière. Si l'un des deux yeux de l'observateur est obscurci (par exemple à l'aide de lunettes spéciales), la perception retardée de l'image donne l'illusion que les objets et les personnes qui se déplacent à des vitesses différentes les uns derrière les autres ou les uns devant les autres dans le décor (par exemple un acteur qui passe devant un mur) se trouvent également à des profondeurs différentes. Cependant, dès que la personne et la caméra s'arrêtent, l'effet disparaît et l'image redevient bidimensionnelle. Mais dans la pratique, le travail avec ce procédé s'est avéré beaucoup plus coûteux et compliqué que prévu. Non seulement l'obligation de se déplacer constamment a progressivement poussé les techniciens et les acteurs à la limite de leurs capacités, ce qui a amené le réalisateur Weeks à penser que l'effet 3D ne pourrait de toute façon pas fonctionner (tandis qu'à l'inverse, Subotsky et l'équipe ont rendu le jeune réalisateur, soi-disant inexpérimenté et dépassé par les événements, responsable de l'échec) — mais en plus, il s'est avéré que les décors avaient été partiellement construits à l'envers, de sorte que les mouvements de caméra ne pouvaient pas être effectués comme prévu. Finalement, on a dû renoncer à sortir le film en 3D,. Cependant, une grande partie de la version publiée du film fonctionne toujours assez bien en 3D. Pour s'en convaincre, il suffit de regarder le film avec des lunettes de soleil auxquelles il manque un verre. Par exemple, la séquence dans le laboratoire où Blake brandit le bec Bunsen en direction du public, la scène dans le bar où Blake harcèle la prostituée, ou le moment où Blake poursuit une petite fille dans le parc autour d'une cage grillagée, apparaissent alors presque parfaitement en trois dimensions. Entre les deux, des scènes statiques, sans doute tournées ultérieurement, viennent toutefois annuler l'effet.

### Attribution des rôles
Dix ans auparavant, Christopher Lee avait déjà joué dans un film inspiré du même roman : il s’agissait du film Les Deux Visages du docteur Jekyll, également produit par la Hammer, où il interprétait le bon vivant Paul Allen, ami du docteur Jekyll (et amant de sa femme).
Je suis un monstre est l'un des nombreux films — parmi les plus de vingt-quatre existants — où Christopher Lee et Peter Cushing jouent ensemble, soit comme antagonistes, soit comme partenaires. Dans ce film, si Utterson (interprété par P. Cushing) se lance sur la piste de Blake (Ch. Lee) et finit par le tuer, c'est pour venir en aide à son ami Marlowe (également Ch. Lee). L'interprétation de Lee dans ce double rôle est considérée par certains comme l'une de ses meilleures prestations : notamment, il a rarement eu autant de temps à l'écran que dans ce film où il est présent dans une grande partie des scènes. Le rôle de Peter Cushing est comparativement moindre, mais son interprétation discrète s'explique peut-être aussi par le fait que son épouse Helen Cushing est morte pendant le tournage.
Mike Raven, cité en troisième position au générique bien que son rôle soit plutôt modeste, était à l’origine une personnalité de la radio (en tant qu'animateur et DJ) qui avait décidé en 1971 de renoncer à la radio pour devenir acteur. Ainsi, la même année, dans un film précédent de la Hammer, La Soif du vampire, Raven apparaît dans le rôle d’un « vampire en chef », le comte Karnstein. Sa façon de jouer très désincarnée ne lui valut presque exclusivement des critiques négatives, si bien qu'après deux autres films d'épouvante, sa carrière d'acteur s’acheva prématurément.

## Accueil
Je suis un monstre n'a pas été un grand succès en salles. Dans une interview accordée à Cinefantastique à l’été 1973, le scénariste et producteur Milton Subotsky a lui-même déclaré à propos de son film :
« Otherwise, I didn’t change anything in the Stevenson story, and the trouble with the picture is that, in sticking so close to the original, we wound up with a film that was very respectable and rather boring, whereas the people who made versions not as close to the original story wound up with more exciting films. »
— Milton Subotsky

« Sinon, je n'ai rien changé à l'histoire de Stevenson, et l'ennui, c'est qu'à force de coller à l'original, on s'est retrouvé avec un film très respectable et plutôt ennuyeux, alors que les gens qui ont fait des versions moins proches de l'histoire originale ont produit des films plus attrayants. »
Herbert J. Pabst a jugé dans le magazine allemand Vampir :
« Es fehlt an Spannung, die Handlung schleppt sich, mit vielen langfädigen Dialogen belastet, zäh dahin, und Mr. Blake ist nichts weniger als "basically evil". Er wirkt eher wie ein heruntergekommener Leichenkutscher als wie einer, der besessen ist von jener Dämonie, die Edgar Allan Poe "the spirit of perverseness" nannte »
— Herbert J. Pabst

« Le suspense est absent, l'intrigue se traîne, alourdie par de nombreux dialogues à rallonge, et M. Blake n'est rien de moins que "fondamentalement maléfique". Il ressemble plus à un charretier abîmé qu'à quelqu'un qui est possédé par ce démon qu'Edgar Allan Poe appelait "l'esprit de la perversité". »